# Матла Зиновій Антонович
Зиновій (Зенон) Антонович Матла (псевдо: «Дніпровий», «Святослав Вовк», «О. Львівський», «Чорний»; 26 листопада 1910, с. Містки, Львівський повіт, Королівство Галичини та Володимирії — 23 вересня 1993, Філадельфія, США) — крайовий провідник ОУН ПівдСУЗ (Південно-східних українських земель) у Дніпропетровську (1941—1942). Брат Омеляна Матли.

## Життєпис
Народився в сім'ї Антона і Феодосії Матлів. 1930 року закінчив Академічну гімназію у Львові. Згодом навчається на математичному факультеті Львівського університету.
Під час навчання проводить активну діяльність у лавах ОУН, посідаючи протягом 1933–1934 посаду надобласного провідника ОУН.
У 1934 році заарештований польською поліцією за участь у вбивстві поліційного агента. 28 листопада цього року засуджений до смертної кари, яку в лютому 1935 президент Польщі замінив на довічне ув'язнення. Зиновій Матла вийшов на волю у вересні 1939.
У 1941-му він представник Проводу ОУН при Південній похідній групі, крайовий провідник ОУН ПівдСУЗ (Південно-східних українських земель) у Дніпропетровську. Учасник II та III Конференцій ОУН, член Проводу ОУН у 1943 р.
У липні 1943 заарештований гестапо та відправлений у концтабір. Перебував у концтаборах Заксенгаузен та Аушвіц. Звільнений німцями з ув'язнення разом з деякими іншими керівниками українського визвольного руху у 1944. Залишився в Німеччині, в 1952 переїхав у Францію, в тому ж році емігрував до США, жив у Філадельфії.
На еміграції, внаслідок розколу ОУН(б), обіймає посаду члена Проводу ЗЧ ОУН та теренового провідника ОУН(з) («двійкарів») у Франції. У США працював у часописі «Америка» членом редколегії та головним редактором протягом 1971–1981. Написав спогади «Південна похідна група» та декілька публіцистичних праць.
Помер 23 вересня 1993 року у Філадельфії.

## Вшанування пам'яті
У місті Дніпро вулицю Дементьєва перейменували на вулицю Зиновія Матли.